# Джуматі (монастир)

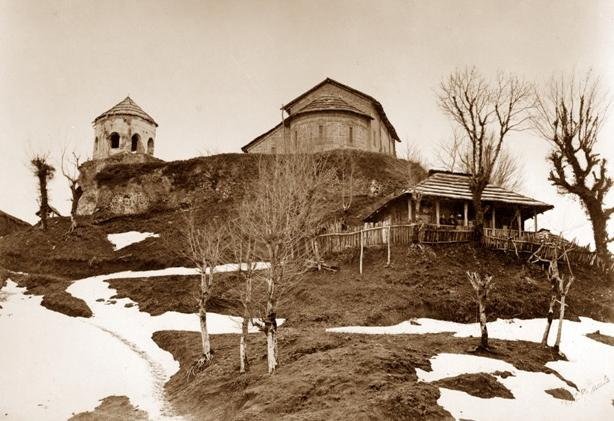
Джуматський монастир, 1877—1878 роки

Монастир Джуматі в ім'я архангелів Михайла та Гавриїла (груз. ჯუმათის მონასტერი — грузинський православний середньовічний чоловічий монастир в Озургетському муніципалітеті краю (мхаре) Гурія Грузії. Він розташований в селі Дзіріджуматі на правому березі річки Супса за 14 кілометрів від міста Озургеті. В даний час монастир входить до Шемокмедської єпархії Грузинської православної церкви. У 2007 році монастир був включений до списку нерухомих культурних пам'яток національного значення Грузії.

## Історія

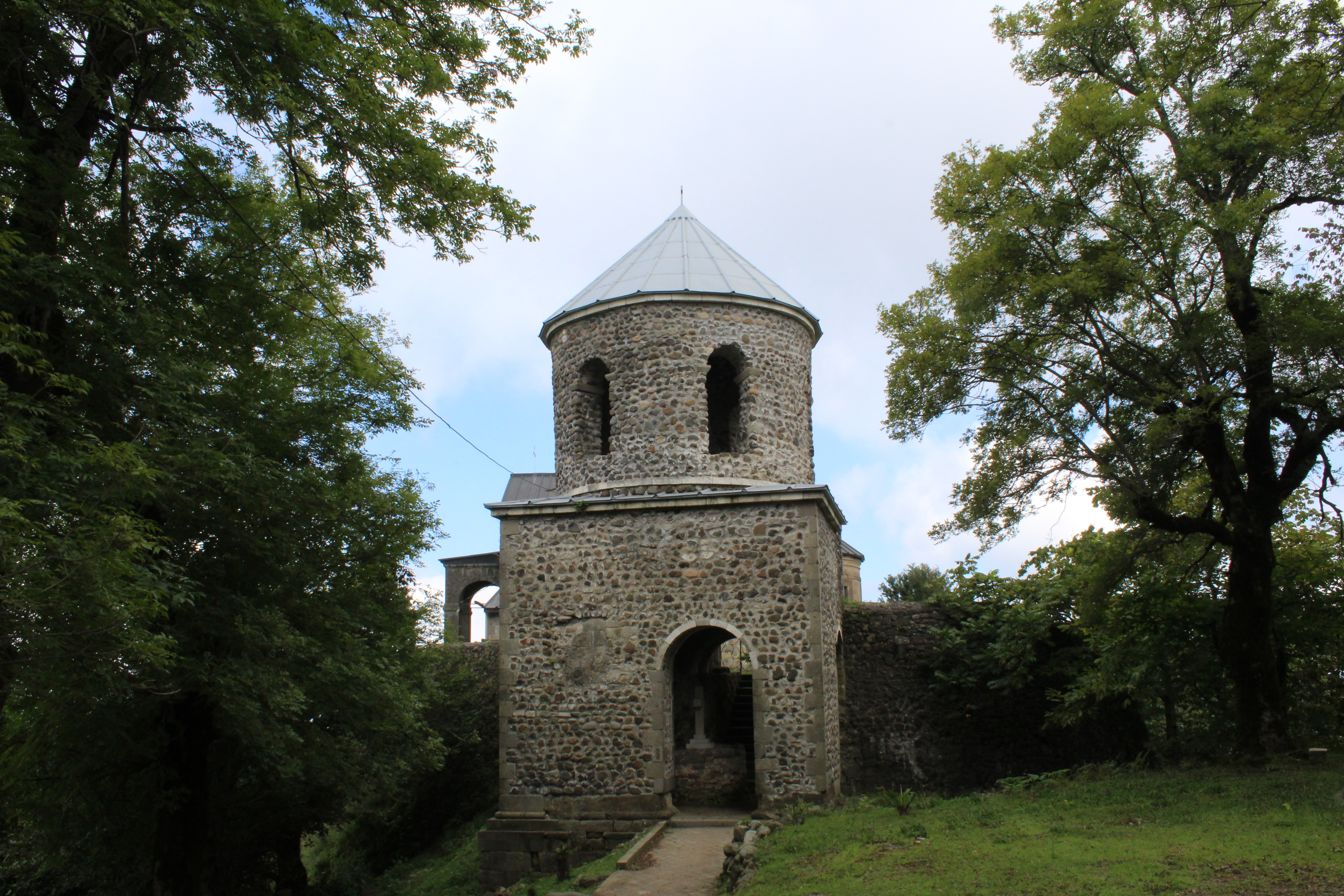
Дзвіниця Джуматського монастиря

Монастир складається з церкви, присвяченій архангелам Михаїлу і Гавриїлу, дзвіниці, стіни та інших монастирських будівель. Час його побудови невідомо. Грузинський вчений Дмитро Бакрадзе вважав, що монастир був заснований і побудований ще до монастиря Шемокмеді. У монастирі перебувала кафедра Джуматської єпархії до її скасування в 1833 році. У 1846 році церква була відремонтована, а в 1904 році була побудована дзвіниця.
Джуматський монастир був не тільки релігійним, але також і культурним центром краю Гурія. Він був відомий кількома реліквіями, такими як особливо цінні ікони та історичні документи. Дві найцінніші карбовані ікони архангелів Михаїла та Гавриїла, декоровані медальйонами з перегородчастої емалі, були обманом викрадені фотографом Д. Сабін-Гусом, і потім придбані приватними колекціонерами. Частина фрагментів карбованих окладів надалі потрапила до музеїв. Зокрема, в Ермітажі в Росії зберігаються три пластини з емалевими зображеннями.
У 1921 році ікони та церковне начиння були реквізовані радянською владою. У післявоєнний період на території монастиря розміщувалася військова частина, тоді дзвіниця була зруйнована пострілом з гармати. Потім в монастирі діяв піонерський табір .
21 листопада 1990 року монастир був освячений і знову відкритий. У 1990-х роках для монастиря були побудовані нові келійні корпуси і церква Стрітення Господнього.

## Архітектура
Церква архангелів Михаїла та Гавриїла спочатку була однонефною, потім кілька разів перебудовувалася. Південна стіна, імовірно, спочатку мала прибудову по всій довжині. Частково зберігся фресковий розпис, найстаріші фрагменти з'явилися не пізніше XIV століття. Основна частина фресок датована XVI—XVIII століттями.
Споруджена з каменю дзвіниця має квадратну в плані форму. Другий круглий ярус має шість віконних прорізів . Вона частково зруйнована.